# Seborga címere

A Savoyai-ház címere

A Seborga Hercegség címere egy vörös és hermelin színű palásttal körülvett kék pajzs, rajta egy fehér kereszttel. A pajzs fölött a hercegi korona látható, alatta egy fehér szalagon az ország mottója olvasható: „Sub Umbra Sedi” (Az árnyékban megtelepedve). 
A pajzs maga nagyon hasonlít az 1861-től 1946-ig használt olasz nemzeti zászló közepébe helyezett savoyai címerhez (a Savoyai-ház 1729-től 1946-ig de facto kormányozta a Seborga Hercegséget), azonban az olasz címerben az alul csúcsosodó téglalap felső két sarka kifelé ívelt, míg a seborgai címer csak alul csúcsosodik és a benne található kereszt két szára felezi egymást.
A címer színei bizonytalan eredetűek, valószínűleg a ciszterci rendre utalnak. A címer megjelenik mind az 1995-ben elfogadott zászlóban (lásd Seborga zászlaja) mind a mai napig használt lobogóban. Ezen ismét az olasz királyi zászlóra emlékeztető elrendezést fedezhetünk föl, alul a csúcsos téglalap alakú pajzs, fölötte pedig a korona.